# Metec-TKH Continental Cyclingteam/Saison 2013
Dieser Artikel listet Erfolge und Fahrer des Metec-TKH Continental Cyclingteams in der Saison 2013 auf.

## Erfolge

### Erfolge in der UCI Europe Tour
In den Rennen der Saison 2013 der UCI Europe Tour gelangen die nachstehenden Erfolge.
| Datum     | Rennen                       | Kat. | Sieger            |
| --------- | ---------------------------- | ---- | ----------------- |
| 27. April | Zuid Oost Drenthe Classic I  | 1.2  | Jeff Vermeulen    |
| 28. April | Zuid Oost Drenthe Classic II | 1.2  | Brian van Goethem |
| 14. Mai   | 1. Etappe Olympia’s Tour     | 2.2  | Jeff Vermeulen    |
| 16. Mai   | 3. Etappe Olympia’s Tour     | 2.2  | Jeff Vermeulen    |

## Abgänge – Zugänge
| Zugänge                         | Team 2012                          | Abgänge                       | Team 2013         |
| ------------------------------- | ---------------------------------- | ----------------------------- | ----------------- |
| Remco te Brake                  | Cyclingteam de Rijke-Shanks        | Umberto Atzori                | Koga Cycling Team |
| Jesper Asselman                 | Raiko Stölting                     | Bob van de Hengel             | Unbekannt         |
| Melvin Boskamp                  | Rabobank Continental Team          | Paul Moerland                 | Unbekannt         |
| Oscar Riesebeek                 | Rabobank Continental Team          | Flavio Pasquino               | Unbekannt         |
| Dennis Bakker                   | Neoprofi                           | Robin Wennekes                | Unbekannt         |
| Brian van Goethem               | Neoprofi                           | Jeffrey Wiersma               | Unbekannt         |
| Tijmen Eising (ab 9. September) | Sunweb-Napoleon Games Cycling Team | Melvin Boskamp (bis 31. Juli) | Unbekannt         |

## Mannschaft
| Name              | Geburtstag        | Nationalität |
| ----------------- | ----------------- | ------------ |
| Jesper Asselman   | 12. März 1990     | Niederlande  |
| Dennis Bakker     | 4. November 1993  | Niederlande  |
| Jurrien Bosters   | 30. April 1991    | Niederlande  |
| Remco te Brake    | 29. November 1988 | Niederlande  |
| Tijmen Eising     | 27. März 1991     | Niederlande  |
| Brian van Goethem | 16. April 1991    | Niederlande  |
| Dex Groen         | 8. August 1990    | Niederlande  |
| Luc Hagenaars     | 27. Juli 1987     | Niederlande  |
| Dries Hollanders  | 31. Juli 1986     | Belgien      |
| Peter Koning      | 3. Dezember 1990  | Niederlande  |
| Adrie Lindeman    | 21. Oktober 1985  | Niederlande  |
| Elmar Reinders    | 14. März 1992     | Niederlande  |
| Joey van Rhee     | 14. November 1992 | Niederlande  |
| Oscar Riesebeek   | 23. Dezember 1992 | Niederlande  |
| Dennis Smit       | 18. Februar 1981  | Niederlande  |
| Jeff Vermeulen    | 7. Oktober 1988   | Niederlande  |